# Semangat (Merdeka)
Semangat is een bestuurslaag in het regentschap Karo van de provincie Noord-Sumatra, Indonesië. Semangat telt 1108 inwoners (volkstelling 2010).